# 耿洪臣
耿洪臣（1963年—），北方重工集团有限公司董事长。辽宁沈阳人，大连理工大学机械工程专业工学学士、天津大学管理工程专业硕士、中共党员，高级工程师。曾任沈阳机床集团总经理助理兼营销部长、公司副总裁。

## 获得荣誉
2011年9月23日，由中国机械工业联合会主办的“中国装备 装备中国 走向世界——中国机械工业主题宣传活动报告会”在京隆重举行。北方重工集团有限公司董事长、总经理耿洪臣同全国44位企业家一起，荣获“装备中国功勋企业家”称号。
2016年因涉嫌贿选被认定当选人大代表无效。